# Joseph Boishu
Joseph Louis Jean Boishu (ur. 8 marca 1939 w La Guerche-de-Bretagne) – francuski duchowny rzymskokatolicki, w latach 2003-2012 biskup pomocniczy Reims.

## Życiorys
Święcenia kapłańskie przyjął 1 maja 1966. Inkardynowany do archidiecezji Rennes, przez wiele lat był wykładowcą w miejscowym seminarium, zaś w latach 1986-1999 był jego rektorem. W 1999 otrzymał nominację na delegata biskupiego ds. formacji świeckich i nowych posług kościelnych.
21 stycznia 2003 został mianowany biskupem pomocniczym Reims ze stolicą tytularną Gauriana. Sakrę biskupią otrzymał 27 kwietnia 2003. 30 sierpnia 2012 zrezygnował z urzędu, motywując decyzję względami zdrowotnymi.